# Regionalización de la Nueva España y división territorial de México
El Virreinato 

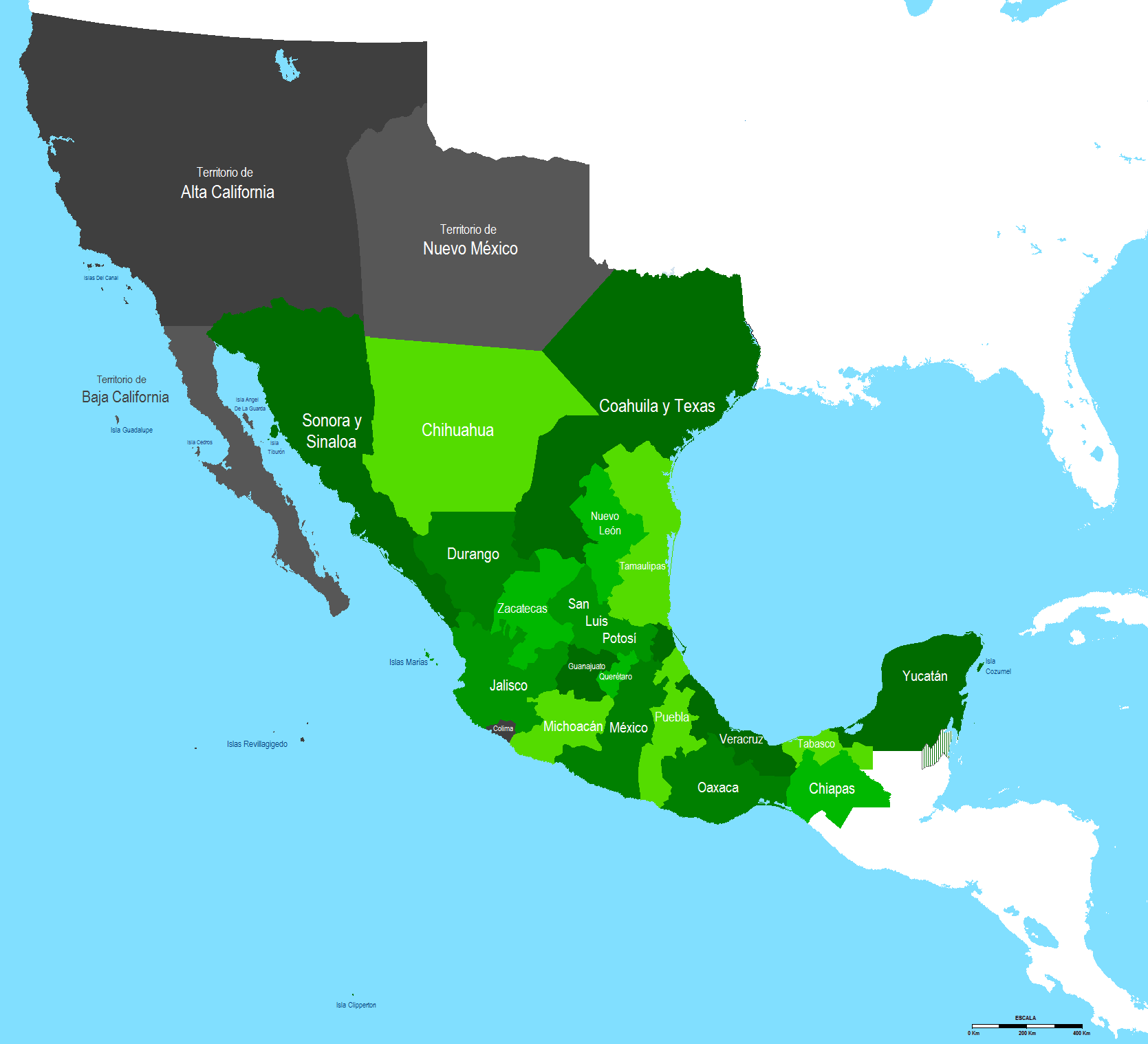
División Territorial de México en 1824.

se forma a través de una síntesis de la geografía y el hombre en un periodo determinado. La región es la unidad natural del espacio. De acuerdo con Walter, una región es un área geográfica identificable, con una estructura particular de sus actividades económicas en relación a un conjunto de condiciones asociadas, físicas y/o biológicas y/o sociales, con alto grado de homogeneidad y cierto tipo de relaciones internas y externas.  Una vez formada la región se llega a la construcción política que se impone en las regiones. La regionalización no influyó parcialmente en la formación de los estados del México independiente, como país de constitución federal

## División territorial de la Nueva España

Nueva España en 1784, previo a las convenciones de Nutka y el Tratado de San Lorenzo.

Nueva España después del Tratado de Adams-Onís de 1819.

Aunque depende de la zona y su fecha de conquista, como un todo, México fue parte de España de 1521 a 1821. Dos dinastías estuvieron al frente del imperio español mientras Nueva España conformó parte de ella: la de los Habsburgos o Austria (1521-1700) y la de los Borbones (1700- 1821)
Los conceptos de  regiones y de división territorial eran entonces imprecisos y dependían más de cómo se ocupaban las regiones que de una delimitación clara y premeditada: las conquistas y los avances militares y  los religiosos, para evangelizar las zonas más pobladas y las capitulaciones de la Corona le deban un principio de orden.
Divisiones del virreinato de la Nueva España eran: Reino de la Nueva España (o de México), Reino de la Nueva Galicia, Capitanía General de Yucatán, Gobierno de Nuevo México, Reino de Nueva Vizcaya, Gobierno de Coahuila (controlaba las misiones franciscanas en Texas) y el Nuevo Reino de León.  Además Cuba, Puerto Rico, Dominicana y, en el Pacífico Filipinas, formaban parte del Gran Virreinato de la Nueva España.
Para 1756 ya había cierta definición del espacio novohispano. El  reformismo borbónico fue en gran medida impulsor de la formación del espacio: preocupado por la falta de control de la Nueva España, Carlos III de Borbón impulsó la colonización de California y recolonización de Nuevo México y Texas que, junto con las Californias, Sonora, Sinaloa, Nueva Vizcaya y Coahuila formaron parte de la Comandancia General de Provincias Internas en 1776.
Por cuenta de la Corona, el visitador José de Gálvez propuso reordenar el territorio en intendencias, pero la oposición de los virreyes lo impidió. Finalmente,  el 4 de diciembre de 1786 se expidió la Real Ordenanza para el establecimiento e instrucción de intendentes de ejército y provincias en el Reino de la Nueva España y se impuso.
Aunque racionalizó la división de la Nueva España y las intendencias buscaban debilitar el dominio del centro sobre las regiones, hubo problemas de traslape en el Norte, donde las intendencias de Arizpe, Durango y San Luis Potosí eran al mismo tiempo parte de las Provincias Internas, y Puebla, Veracruz, Zacatecas y San Luis Potosí tuvieron problemas de articulación territorial, entre otras cosas, porque no se tomó en cuenta las regiones que los conformaban. 
Las intendencias fueron: Arizpe, Durango, San Luis Potosí, Zacatecas, Guadalajara, Veracruz, Puebla, Valladolid de Michoacán, Guanajuato, México, Oaxaca y Yucatán. Con algunas variaciones interiores, las doce intendencias tuvieron una vigencia de 35 años, hasta 1821.
Por tanto, al momento de la independencia lo que había en la Nueva España era un espacio fragmentado en regiones y dentro de las regiones fuertes localismos. De esta forma, la característica dominante del siglo XIX fue el regionalismo. 
En 1824 se promulgó la Constitución federal de 1824. México estaba conformado por 19 estados y cuatro territorios. Los estados eran: México, Guanajuato, Oaxaca, Puebla, Michoacán, San Luis Potosí, Veracruz, Yucatán, Jalisco, Zacatecas, Querétaro, Occidente (Sonora y Sinaloa), Tabasco, Tamaulipas, Nuevo León, Coahuila y Texas, Durango, Chihuahua y Chiapas (sin la región del Soconusco). Los territorios eran Alta y Baja California; Nuevo México, Colima y Tlaxcala. Por Decreto del 18 de noviembre del mismo 1824, se definió el Distrito Federal como un círculo, cuyo centro era la Plaza Mayor de la Ciudad de México y con un radio de dos leguas.
Desde el punto de vista regional, México tenía diez grandes regiones, que en la actualidad son ocho. Regiones que sirvieron de escenario para la división territorial del actual México.

## México Central
Era la región eje y el centro político del país, por tanto, tenía alta densidad de población. En esta región estaban las ciudades más importantes más el centro comercial y financiero con mayor desarrollo: la Ciudad de México, la capital del país. Región con fuerte actividad industrial principalmente en las ciudades de Puebla y el Distrito Federal. Había fuerte presencia de la Iglesia en esta zona, además de ser una zona muy afectada por la guerra de Independencia y la Intervención Estadounidense en México. Actualmente esta región comprende los estados de Morelos, Puebla, Hidalgo, Estado de México, Tlaxcala, Ciudad de México, Guanajuato y Querétaro.

## Occidente
Zona rica en agricultura, alta densidad de población indígena en las orillas y mestiza y española en el centro. Registró rebeliones indígenas fuertes. Tuvo fuerte influencia de la Iglesia y fue afectada por la guerra de Independencia, pero no por la guerra con Estados Unidos. Su ciudad más importante fue Guadalajara. Comprendía los actuales estados Jalisco, Nayarit, Colima , parte de Zacatecas y Michoacán.

## Oriente
Era la puerta hacia Europa y zona comercial por excelencia. El puerto de Veracruz fue su urbe más importante. Además, fue una región rica en agricultura, en especial por sus plantaciones de azúcar. Le afectaron fuertemente las guerras de Independencia, la de los Pasteles y la guerra con Estados Unidos. Comprendía los actuales estados de Veracruz y Tabasco. 

## Sur
Zona aislada del resto del país, estaba poblada por personas de origen indígena, población mulata y negra. Al igual que en la de Occidente, hubo fuertes rebeliones de indígenas. Zona poco urbanizada con una sola ciudad importante: Oaxaca. Tuvo alta participación en la guerra de Independencia, pero su lejanía hizo que no se viera afectada por la guerra contra Estados Unidos. Comprendía los actuales estados de Oaxaca, Chiapas y parte del estado de Guerrero. 

## Península de Yucatán
Al igual que el Sur, fue una zona lejos del resto del país, esto lo aprovechó Cuba para ligarla a sus intereses. Yucatán proclamó su Independencia de España en 1821 y al mismo tiempo se unió a México. En esta región había una fuerte rivalidad entre Campeche y Mérida. Campeche tendió a acercarse a México, mientras que Mérida desarrolló sentimientos separatistas. Hubo una separación virtual entre 1840 y 1848. La población era predominantemente indígena. Fue escenario de la llamada guerra de las castas, sublevaciones indígenas que acabaron en una masacre de guerra de exterminio. Los indígenas establecieron gobierno autónomo. No se vio afectada ni por la guerra de Independencia y se declararon neutrales ante la guerra contra Estados Unidos.  Actualmente esta zona está integrada por los estados de Campeche, Yucatán y Quintana Roo.

## Noroeste
Fue una región muy alejada del centro. Vivía prácticamente en autonomía. Hubo haciendas ganaderas y cerealeras. Además la lucha por tierras ocasionó constantes rebeliones indígenas. Hubo rivalidad entre varias ciudades como Culiacán y Mazatlán. Mazatlán adquirió importancia y se crearon intereses ligados al comercio y al contrabando. Su lejanía propició que no fuera afectada ni por la guerra de independencia ni por la invasión americana. Actualmente esta zona comprende los estados de Baja California, Baja California Sur, Sonora y Sinaloa.

## Norte
Región que se ve expandida por actividades como la minería y la agricultura. No tiene población indígena sedentaria, pero sí había varias tribus nómadas con las que hubo violentos enfrentamientos. Zona minera muy importante, desarrolló también grandes latifundios ganaderos y cerealeros. Baja densidad de población. Su parte fronteriza perdió territorio en la guerra con los Estados Unidos Esta zona comprendió los actuales estados de Chihuahua, Coahuila, Durango, Zacatecas, San Luis Potosí y Aguascalientes. 

## Noreste
Su cercanía con Estados Unidos hizo que la guerra contra Estados Unidos la afectara en gran medida. Además, en su territorio se realizaron las batallas más importantes de esta guerra. Tras la pérdida de Texas se convierte en zona fronteriza, condición que intensifica el contrabando y crea intereses regionales fuertes y opuestos al centro. Comprendía los actuales estados de Tamaulipas y Nuevo León.  

## Norte remoto
Zona lejana, con baja densidad de población y afectada por las intenciones expansionistas de Estados Unidos. Estas tres condiciones  propiciaron su separación de México. Comprendió los actuales estados de California, Arizona, Nuevo México y Texas. 
El Tratado de Guadalupe Hidalgo como se le conoce al Tratado de paz, amistad, límites y arreglo, firmado en 1848, fijó los límites con Estados Unidos. En 1853 La Venta de la Mesilla y el regreso de El Chamizal a México en 1963, fueron los hechos que fijaron los límites entre México y Estados Unidos. 

## América Central
En el sur, las fronteras se establecieron en varias etapas. En cuanto se consumó la Independencia, los miembros de la Capitanía General de Guatemala, dependiente del virreinato de la Nueva España, los actuales Guatemala, El Salvador, Honduras, Nicaragua, Costa Rica y Chiapas, optaron por unirse al Primer Imperio Mexicano. A raíz de la abdicación de Agustín de Iturbide, en marzo de 1823, los actuales países centroamericanos formaron la República Federal de Centro América, que existió de 1824 a 1839. Después de un periodo de indecisión, en septiembre de 1824 Chiapas se unió a México. Posteriormente, el 11 de septiembre de 1842 se incorporó el Soconusco, región que se había quedado separada.

## Conclusiones
Al margen de Centroamérica y del territorio del Norte remoto, perdido en 1848, México tiene básicamente la misma formación territorial de las Intendencias novohispanas u organización territorial del virreinato de Nueva España. De la Intendencia de México se separaron el Distrito Federal (1824), los estados de Guerrero (1849), Hidalgo y, Morelos (1869). A través del tiempo, la intendencia de Yucatán fue dividida en cuatro: Campeche, (1862) Quintana Roo, (1871) Tabasco (1823) y Yucatán. Hasta 1874, Quintana Roo fue territorio. La Intendencia de Arizpe se convirtió en Sonora y Sinaloa, En 1864 se separaron Coahuila y Nuevo León y en el siglo XX el territorio de Baja California dio lugar a dos estados: Baja California (1952) y Baja California Sur (1974). De la Intendencia de Guadalajara se formó Jalisco, estado del cual se separó Nayarit en 1917. De Zacatecas se separó Aguascalientes en 1835.